# Лапушничел (Караш-Северин)
Лапушничел (рум. Lăpuşnicel) насеље је у Румунији у округу Караш-Северин у општини Лапушничел. Oпштина се налази на надморској висини од 388 m.

## Прошлост
Аустријски царски ревизор Ерлер је 1774. године констатовао да место припада Оршовском округу и дистрикту. Село има милитарски карактер а становништво је било влашко. У месту је у 19. веку постојала православна парохија, која припада Мехадијском протопрезвирату. Ту су 1824. године службовали, парох поп Георгије Дамњановић и ђакон Алимпије Дамњановић.

## Становништво
Према подацима из 2002. године у насељу је живело 1320 становника.

### Попис2002.
| Расподела становништва по националности 2002.‍ | Расподела становништва по националности 2002.‍ | Расподела становништва по националности 2002.‍ | Расподела становништва по националности 2002.‍ | Расподела становништва по националности 2002.‍ |
| --------------------------------------------- | --------------------------------------------- | --------------------------------------------- | --------------------------------------------- | --------------------------------------------- |
|                                               |                                               |                                               |                                               |                                               |
| Румуни                                        | Румуни                                        |                                               | 1.177                                         | 89,2%                                         |
| Чеси                                          | Чеси                                          |                                               | 142                                           | 10,8%                                         |

### Хронологија
| Година       | 1992 | 1993 | 1994 | 1995 | 1996 | 1997 | 1998 | 1999 | 2000 | 2001 | 2002 | 2003 | 2004 | 2005 | 2006 | 2007 | 2008 | 2009 | 2010 | 2011 | 2012 | 2013 | 2014 | 2015 | 2016 | 2017 |
| ------------ | ---- | ---- | ---- | ---- | ---- | ---- | ---- | ---- | ---- | ---- | ---- | ---- | ---- | ---- | ---- | ---- | ---- | ---- | ---- | ---- | ---- | ---- | ---- | ---- | ---- | ---- |
| Становништво | 1402 | 1357 | 1326 | 1292 | 1261 | 1229 | 1201 | 1179 | 1186 | 1161 | 1143 | 1137 | 1142 | 1120 | 1116 | 1067 | 1049 | 1027 | 1018 | 1023 | 1044 | 1029 | 1026 | 999  | 997  | 975  |